# Carolina Jones and the Broken Covenant
Carolina Jones and the Broken Covenant ist ein US-amerikanischer Spielfilm-Porno und Parodie auf die Indiana-Jones-Filme aus dem Jahr 2008. 

## Handlung
Die Geschichte spielt im Jahre 1957, als Carolina, die Tochter von Indiana Jones, das Landmädchen Dixie trifft. Die beiden verbindet dann eine unzertrennliche Freundschaft. Gemeinsam begeben sie sich auf die Suche nach einem verlorenen Artefakt.

## Hintergrund
Die Dreharbeiten erfolgten vom 3. bis zum 9. September 2007 in Budapest, Ungarn.

## Auszeichnungen
Der Film war bei den AVN Awards in zwölf Kategorien nominiert, unter anderem als Best Video Feature. Als Best Feature erhielt er 2009 den VOD Awards.